# Кристиана Хенриета фон Пфалц-Цвайбрюкен
Кристиана Хенриета фон Пфалц-Цвайбрюкен (* 16 ноември 1725, Раполтсвайлер (Рибовиле), Елзас; † 11 февруари 1816, Аролзен) от династията Вителсбахи (линията Пфалц-Биркенфелд-Бишвайлер), е пфалцграфиня от Цвайбрюкен-Биркенфелд и чрез женитба княгиня на Валдек-Пирмонт.

## Живот
Тя е най-малката дъщеря на пфалцграф Кристиан III фон Цвайбрюкен (1674 – 1735) и графиня Каролина фон Насау-Саарбрюкен (1704 – 1774), дъщеря на граф Лудвиг Крафт фон Насау-Саарбрюкен. Сестра е на Каролина фон Пфалц-Цвайбрюкен, ландграфиня на Хесен-Дармщат.
Кристиана (Христиана) Хенриета се омъжва на 19 август 1741 г. в Цвайбрюкен за първия си братовчед княз Карл Август Фридрих фон Валдек-Пирмонт (1704 – 1763). След смъртта на нейния съпруг тя поема от 1764 до 1766 г. опекунството за най-големия им син Фридрих Карл Август (1743 – 1812).
Кристиана събира голяма библиотека, която през 1788 г. има ок. 6000 тома. Тя умира на 90 години и оставя големи задължения, затова части от нейната библиотека и картини се наддават през 1820 г. Погребана е в парка на новия дворец в Аролзен, който е приготвен за нея от 1764 до 1778 г.

## Деца
Христиана Хенриета и Карл Август Фридрих имат децата:
- Карл (1742 – 1756), наследствен принц на Валдек
- Фридрих Карл Август (1743 – 1812), княз на Валдек-Пирмонт
- Кристиан Август (1744 – 1798), фелдмаршал на войската на Португалия
- Георг I (1747 – 1813), принц на Валдек-Пирмонт и княз на Пирмонт-Раполтщайн (1747 – 1813), женен на 12 септември 1784 за принцеса Августа фон Шварцбург-Зондерсхаузен (1768 – 1849)
- Каролина Луиза (1748 – 1782), омъжена на 15 октомври 1765 (развод 1772) за херцог Петер фон Бирон от Курландия и Саган (1724 – 1800)
- Луиза (1751 – 1816), омъжена на 23 април 1775 за княз Фридрих Август фон Насау-Узинген (1738 – 1816), син на Карл фон Насау-Узинген
- Лудвиг (1752 – 1793), генерал-майор на холандската кавалерия, убит